# Hanna Slipenko
Hanna Slipenko (ukrainisch Ганна Сліпенко, wiss. Transliteration Hanna Slipenko, * 22. November 1973 in Sewerodwinsk) ist eine ehemalige ukrainische Skilangläuferin.

## Werdegang
Slipenko lief im Dezember 1993 in Santa Caterina Valfurva ihr erstes Weltcuprennen, welches sie auf dem 82. Platz über 5 km klassisch beendete. In der Saison 1994/95 errang sie bei den nordischen Skiweltmeisterschaften 1995 in Thunder Bay den 58. Platz über 5 km klassisch und den 46. Platz in der Verfolgung und holte bei der Winter-Universiade 1995 in Candanchú jeweils die Bronzemedaille über 10 km klassisch und mit der Staffel. Zudem wurde sie dort Neunte über 15 km Freistil. In der Saison 1996/97 kam sie im Weltcup viermal in die Punkteränge und erreichte in Kawgolowo mit dem 23. Platz über 15 km Freistil ihre beste Einzelplatzierung im Weltcup und zum Saisonende mit dem 54. Rang im Gesamtweltcup ihr bestes Gesamtergebnis. Beim Saisonhöhepunkt, den nordischen Skiweltmeisterschaften 1997 in Trondheim, lief sie auf den 29. Platz über 15 km Freistil. Im folgenden Jahr nahm sie bei den Olympischen Winterspielen in Nagano teil. Dabei startete sie beim Lauf über 30 km Freistil, den sie aber vorzeitig beendete. Ihre letzten internationalen Rennen absolvierte sie bei der Winter-Universiade 1999 in Štrbské Pleso. Dort kam sie auf den 37. Platz über 5 km klassisch und auf den 25. Rang in der Verfolgung.